# Comuna Cikalove, Novotroiițke
Cikalove (în ucraineană Чкалове) este o comună în raionul Novotroiițke, regiunea Herson, Ucraina, formată din satele Cikalove (reședința), Dviine, Kovîlne și Voskresenske.

## Demografie
Componența lingvistică a comunei Cikalove
     Ucraineană (87,45%)
     Rusă (11,4%)
     Alte limbi (0,56%)
Conform recensământului din 2001, majoritatea populației comunei Cikalove era vorbitoare de ucraineană (87,45%), existând în minoritate și vorbitori de rusă (11,4%).